# کازانکا (شهرستان فیودوروفسکی، باشقیرستان)
کازانکا (انگلیسی: Kazanka, Fyodorovsky District, Republic of Bashkortostan) یک شهرک در شهرستان فیودوروفسکی استان باشقیرستان کشور روسیه است.